# 위성초등학교 (경북)
위성초등학교는 대한민국 경상북도 의성군 구천면 위성리에 있었던 초등학교이다.

## 학교 연혁
- 1960년 3월 21일 위성국민학교 설립 인가
- 1960년 4월 1일 위성국민학교 개교
- 1985년 3월 8일 병설유치원 개원
- 1996년 3월 1일 위성초등학교 개편
- 1997년 2월 28일 폐교 및 구천초등학교 통폐합